# Елизабет: Златният век
Елизабет: Златният век (на английски: Elizabeth: The Golden Age) е продължението от 2007 г. на филма от 1998 г. Елизабет, режисиран от Шекхар Капур и продуциран от Universal Pictures и Working Title Films. В главната роля играе Кейт Бланшет. Филмът е свободно базиран на събитията в късното царуване на кралица Елизабет I.
Филмиран е в студията Shepperton и различни места във Великобритания с бюджет за продукцията от порядъка на 50 до 60 млн. USD. Гай Диас е дизайнер на филмовата продукция, а костюмите са създадени от Александра Бърн.
Филмът има своята премиера на 9 септември 2007 на Международния филмов фестивал в Торното. Широко е разпространен САЩ и Канада на 12 октомври 2007. Премиерата му в Лондон в на 23 октомври 2007 и е общо издаден във Великобритания и Ирландия от 2 ноември 2007.
Филмът печели награда Оскар за най-добър костюмен дизайн, а Бланшет получава номинация за най-добра актриса.

## Сюжет
През 1585 г., римокатолическа Испания, управлявана от крал Фелипе II (Джорди Моя) е най-могъщата европейска империя. Виждайки заплаха в протестантска Англия и като отмъщение за английското пиратство над испански кораби, Фелипе възнамерява да воюва. Той планира да превземе Англия и да направи своята дъщеря Исабела кралица на Англия не мястото на Елизабет.
В Англия, Елизабет (Кейт Бланшет) се намира под натиска на своя съветник сър Франсис Уолсингам (Джефри Ръш) да се омъжи. Тя старее и без дете тронът ще премине на следващата в рода ѝ, кралицата на Шотландия, Мери Стюарт (Саманта Мортън). На кралицата се представят портрети на подходящи ухажори, но Елизабет отказва да се омъжи, особено на ерцхерцога Карл Австрийски (Кристиян Брасингтън).
Уолтър Ралей (Клайв Оуен) е представен в двора на Елизабет, след като се е завърнал от Новия свят и ѝ предлага картофи, тютюн и двама индианци и злато от испански кораби, които според него „не могли да продължат пътуването си“. Испанският посланик протестира, Елизабет нарежда индианците да се третират добре и отказва да вземе златото, но нариа Ралей „политически пират“.
Елизабет е привлечена от Ралей, омаяна от неговите разкази за изследвания и иска от Елизабет Трокмортън (Аби Корниш) (по прякор Бес), нейната любима придворна дама, да го наблюдава и заговори. Бес също намира Ралей за привлекателен и тайно започва връзка с него. Елизабет междувременно търси напътствие от астролога си, д-р Джон Дий (Дейвид Трелфол) който предрича, че две империи ще поведат война. Той обаче не може да предрече коя ще триумфира над другата, оставяйки Елизабет да обмисля своята и на Англия съдба.
Йезуити в Лондон заговорничат с Фелипе да убият Елизабет и да поставят на нейно място Мери Стюарт, в това, което Фелипе нарича „Английското предприятие“ и което е известно в историята като заговорът на Бабингтън. Уолсингам разкрива заговора. От затвора си Мери изпраща тайна кореспонденция на йезуитите, които вербуват Антъни Бабингтън (Еди Редмейн), който да убие Елизабет.
Уолсингам продължава да предупреждава Елизабет за издигащата се мощ на Испания и за католическите заговори срещу ѝ. Тя обаче, за разлика от предшественичката си и сестра Мери I, отказва да принуди народа си (половината от който е верен на католицизма) да сподели вярванията ѝ. Дори тогава, онези, които заговорничат срещу Елизабет са преследвани и убити, включително братовчеда на Бес, когото Бес не защитава. След като научава за мъченията и смъртта на братовчед си в ръцете на Уолсингам, Бес се обръща към Ралей за утеха. Едва прикритата близост между Бес и Ралей причинява напрежение помежду им, изпитвайки желанието ѝ да го запази в Англия и увеличавайки неговото желание да се завърне в Новия свят.
Братът на Уолсингам, католик, знае за заговора срещу Елизабет. Разкрива се, че Уолсингам е наясно за заговора през цялото време, залавяйки писма и брат му е хвърлен в затвора. Той разкрива заговора пред Елизабет, която яростно се изправя срещу испанския посланик и свитата му. Испанския посланик се преструва, че не знае и обвинява Елизабет, че получава испанско злато от пирати и инсинуира сексуална връзка с Ралей. Поти последва бой със саби между ескорта на кралицата и испанския контингент. Тя изхвърля испанците от двора. Междувременно Фелипе изсича горите на Испания, за да построи Непобедимата армада, с която да нахлуе в Англия.
Мери Стюарт пише писма, в които одобрява заговора. Бабингтън се втурва в катедрала, където Елизабет се моли и насочва пистолет срещу ѝ. Елизабет разтваря ръцете си, изглежда без страх. Той дръпва спусъка и пистолетът стреля. Първоначално Уолсингам не може да прецени защо пистолетът е безвреден, но по-късно се разкрива от предателя в стаята за изтезания, че в пистолета не е имало куршум.
Елизабет научава за участието на Мери и Уолсингам настоява тя да бъде екзекутирана по силата на закона. Елизабет не го желае, но въпреки това се съгласява. Мери е осъдена за държавна измяна и е обезглавена. Тогава Уолсингам разбира, е това е било част от плана на йезуитите през цялото време. Фелипе никога не е възнамерявал Мери да стане кралица. Тъй като папата и другите католически водачи гледат на Мери като на истинската кралица на Англия, Фелипе използва смъртта на Мери да получи папското одобрение за войната.
В Англия Рали иска да отплава за Новия свят, което Елизабет забранява, като вместо това го посвещава в рицарство и го прави капитан на Кралската гвардия. Бес открива, че е бременна с детето на Ралей и след като му казва новината го моли да си тръгне. Той избира да не го направи и двойката тайно се венчае. По същото време Елизабет се омъжва по време на сън докато се състои сватбата. Тя се изправя срещу Бес няколко седмици по-късно, която признава, че наистина е бременна с детето на Ралей и че Ралей е неин съпруг. Разгневената Елизабет смъмря Бес, напомняйки ѝ, че не може да се омъжи без кралско съгласие. Чувствайки се предадена, кралицата изгонва Бес от двора и затваря Ралей за престъплението, че е съблазнил придворна дама.
Армадата започва да навлиза в Ла Манша и Елизабет прощава на Бес и освобождава Ралей, за да се присъедини към сър Франсис Дрейк в битката. Елизабет изнася своята Реч към войските при Тилбъри, яхнала боен кон, в доспехи. Испанските кораби и армия далеч превишават английските, но в последния момент голяма буря праща армадата към бреговете, поставяйки в опасност формацията и корабите. Те спускат котва и армадата се превръща в лесна мишена за английски запалени кораби. Елизабет, обратно в своята брегова главна квартира излиза на скалата и наблюдава как Испанската армада потъва в пламъци. Планът на Фелипе е разбит.
Елизабет посещава Уолсингам на смъртното му легло, казвайки на стария си приятел да почива. След това тя посещава Ралей и Бес и благославя детето им. След триумфа над изпитанието Елизабет се завръща към ролята си на Кралица девица и майка на английския народ.

## Исторически неточности
- Ролята на сър Уолтър Ралей в победата над Армадата е относително малка. Ролята на сър Франсис Дрейк, една от ключовите фигури за победата, е омаловажена. В някои епизоди, като конфронтацията с испанския посланик, историческите действия на Дрейк са приписани на Ралей. Подобно, Робърт Дъдли е генерал-лейтенант по време на кризата с Армадата. Ролята му в лагера при Тилбъри е играна от Ралей във филма, докато Дъдли не присъства.
- Чарлс Хауърд, граф Нотингам казва, „Губим твърде много кораби“. В действителност нито един английски кораб не е загубен по време на битката.
- Филмът описва Елизабет 	често търсеща съвет от д-р Джон Дий. Исторически обаче Дий пътува из континента о време на описания период и не се завръща до повече от година след победата над армадата. Действителният върховен съветник и главен министър, Уилям Сесил, е изпуснат от филма напълно.
- През 1588 г., Исабела Испанска е изобразена като дете. В действителност тя е на 21 г. по това време.
- През 1585 г., Елизабет е на 52 г. Филмът показва как различни ухажори ѝ биват представени с оглед на брак и деца. Тези събития се случват много по-рано в царуването ѝ. Ерик Шведски изоставя предложенията си за женитба след като пътуването му до Англия е прекъснато от смъртта на баща му през 1560, когато Елизабет е на 27. Ерик е свален от престола през 1569 и умира през 1577.
- Няколко събития, които се случват по различно време през живота на Елизабет са показани като съвпадащи. Например нейната придворна дама, Елизабет Трокмортън, забременява с детето на Уолтър Ралей в лятото на 1591, три години след победата над Армадата, не незабавно преди това. Скоро след раждането му, бебето на им Дамерей е предадено на дойка и умира скоро след това.
- Мери Стюарт е описана с шотландски акцент, докато е по-вероятно да е имала изявен френски акцент. Тя е израснала във френския двор от петгодишна възраст и не се връща в Шотландия докато не става млада жена.
- Филмът показва испански те пратеници и други ленове на двора да носят саби по време на аудиенциите си с Елизабет. Поради продължителни заплахи за убийство, само на членове Кралската гвардия е позволено да носят оръжие в близост до Елизабет докато я е в двора.
- Във филма Елизабет е конфронтирана на олтара на старата катедрала Сейнт Полс от Антъни Бабингтън с пистолет зареден с барут, но без куршум. Истинският заговор на Бабингтън срещу кралицата е предотвратен докато е още планиран.
- Сър Уолтър Ралей е показан как бива посветен в рицарство в замъка срещу волята му, тъй като кралицата желае той да остане в Англия. Според общото вярване обаче той е посветен в рицарство на палубата на кораба си след като се е върнал от плаване и никак не е изумен от това, защото правейки го Елизабет не се опитва да го задържи в страната. Това е начин да го почете за службата му.
- Няма доказателство, че Елизабет е ударила Бес Трокмортън, когато тя научава за бременността и приставането ѝ, както е описано във филма. Единствения път, когато се вярва, че Елизабет е ударила една от придворните ѝ дами не въвлича Трокмортън. Тя обаче е изгонена от двора, когато бракът е открит и не е възстановена на поста си скоро след това, както е изобразено. В резултата на приставането им, което е било незаконно, Ралей живее в немилост през следващите пет години.

## Приемане от критиците
Майкъл Гоув, говорейки по BBC 2 казва: „Той разказва историята за миналото на Англия по начин, който някой, който е запознат с вигската традиция на историята ще намери, както направих аз, напълно симпатичен. Удивително е да се види филм, направен сега, който е толкова патриотичен ... Едно от поразителните неща за този филм е, че той почти е историческа аномалия. Не мога да се сетя за исторически филм, в който Англия и англичаните са описани героично за последните четиридесет или петдесет години. Трябва да се върнете почти до Хенри V от Шекспир на Лорънс Оливие, в който в действителност да имате английски крал и английски армии, изобразени героично."

## Награди и номинации
На 80-те награди Оскар Александра Бърн спечелва награда Оскар за най-добър костюмен дизайн. Кейт Бланшет също е номинирана за награда Оскар за най-добра актриса за изпълнението си във филма, ставайки първата актриса, която получава друга номинация за Оскар за повторно изиграване на същата роля. Тя също е номинирана за награда Златен глобус за най-добра актриса в драматичен филм за изпълнението си във филма, Филмът също е номиниран за четири награди БАФТА, за Най-добра актриса във водеща роля, Най-добър продукционен дизайн, Най-добър костюмен дизайн и Най-добър грим.
На 11-ия Пхенянски международен филмов фестивал, проведен през септември 2008, една от наградите за специално прожектиране е дадена на филма.